# Lista planetelor minore care intersectează orbita lui Uranus

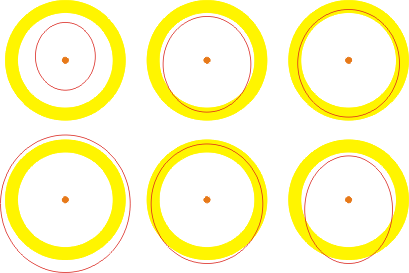
Diagrama ne arată traiectoriile diferitor asteroizi. Cu galben este marcată orbita lui Uranus; linia roșie marchează traseul asteroidului.
Grazer intern(¹): sunt în mijloc și sus
Grazer extern(²): sunt în mijloc și jos
Care intersectează orbita: sunt la dreapta și jos
Co-orbitali: sunt la dreapta și sus

Un obiect care intersectează orbita lui Uranus este o planetă minoră a cărei orbită o intersectează pe cea a lui Uranus. Majoritatea planetelor minore care intersectează orbita lui Uranus, dar nu toate, sunt centauri. Obiectele cunoscute care intersectează orbita lui Uranus (din 2005) sunt:
Notă: ‡ Planetele minoe care intră în orbita lui Uranus din interior (Grazer interni) sunt marcați cu †. Gazerii externi sunt marcați cu ‡.
- 2060 Chiron †
- 5145 Pholus
- 5335 Damocles
- 7066 Nessus
- 8405 Asbolus
- 10199 Chariklo †
- 10370 Hylonome ‡
- 20461 Dioretsa
- (29981) 1999 TD10
- (42355) 2002 CR46
- (44594) 1999 OX3⁠(d)
- 49036 Pelion
- 52975 Cyllarus
- 54598 Bienor †
- (55576) 2002 GB10
- (65407) 2002 RP120⁠(d)
- (65489) 2003 FX128
- (73480) 2002 PN34
- (83982) 2002 GO9
- (87555) 2000 QB243
- (88269) 2001 KF77 ‡
- (95626) 2002 GZ32